# Rest Stop (película)
Rest Stop: Dead Ahead es el primer directo-a-video de la película de terror lanzado por Warner Studios Raw RSS lanzado el 17 de octubre de 2006. Fue escrita y dirigida por John Shibam .
La trama involucra a una chica que está aterrorizada por un desquiciado asesino en serie, mientras ella va en un viaje por carretera a California.

## Argumento
Jess recoge a su novia, Nicole, en su convertible para ir rumbo a California. En el camino, Nicole se queja de que tiene que orinar y después de negarse a ir a un lado de la carretera, insta a Jess a encontrar una parada de descanso, la cual encuentra casi de inmediato. Nicole orina en el baño al cual encuentra en terriblemente desordenado y sucio. A continuación, sale del edificio para descubrir que su novio no se encuentra. Ella lo llama en voz alta varias veces, y al no recibir respuesta, ella está convencida de que él se ha ido. Nicole se atormenta más cuando el conductor de un camión le lanza el teléfono celular de color rojo que se encontraba en el convertible. Nicole va a buscar ayuda y encuentra una casa rodante y  pide ayuda. Ella tiene un corto paseo espeluznante  con los pasajeros, hasta que finalmente es expulsada por mirar al individuo deforme escondido detrás de las cortinas en la parte trasera del vehículo. Luego regresa al baño donde ella escucha una chica tosiendo sangre (Tracy) con cortes en todas partes llorando. Ella le advierte a Nicole sobre el asesino desquiciado que la torturó.

## Reparto
- Jaimie Alexander ... Nicole Carrow
- Joey Lawrence ... Official Michael Deacon
- Joey Mendicino ... Jess Hilts
- Deanna Russo ... Tracy Kress
- Nick Orefice ... El asesino que maneja el camión amarrillo KZL 303
- Mikey Post ... Scotty
- Curtis Taylor ... Peter
- Jennifer Cormack ... Louise Pitmad

## Secuela
Una secuela , Rest Stop: Don't Look Back fue lanzada directa a vídeo el 29 de septiembre de 2008. Cuenta con un nuevo elenco, con excepción de Joey Mendicino, así como un nuevo director, aunque el director de la primera entrega, John Shibam, volvió a escribir el guion. Está protagonizada por Richard Tillman, Jessie Ward , Graham Norris , y Joey Mendicino.

## Crítica
La película fue criticada por los críticos, con una puntuación media de 0%, basado en 5 evaluaciones en Rotten Tomatoes.